# Bahnhof Yeovil Junction

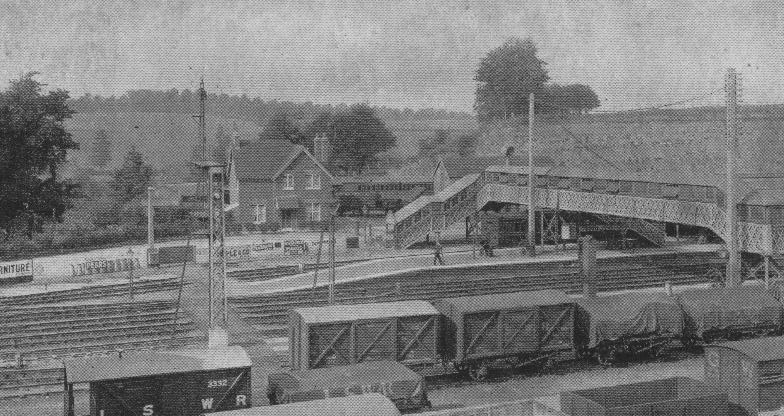
Bahnhofsgebäude 1907

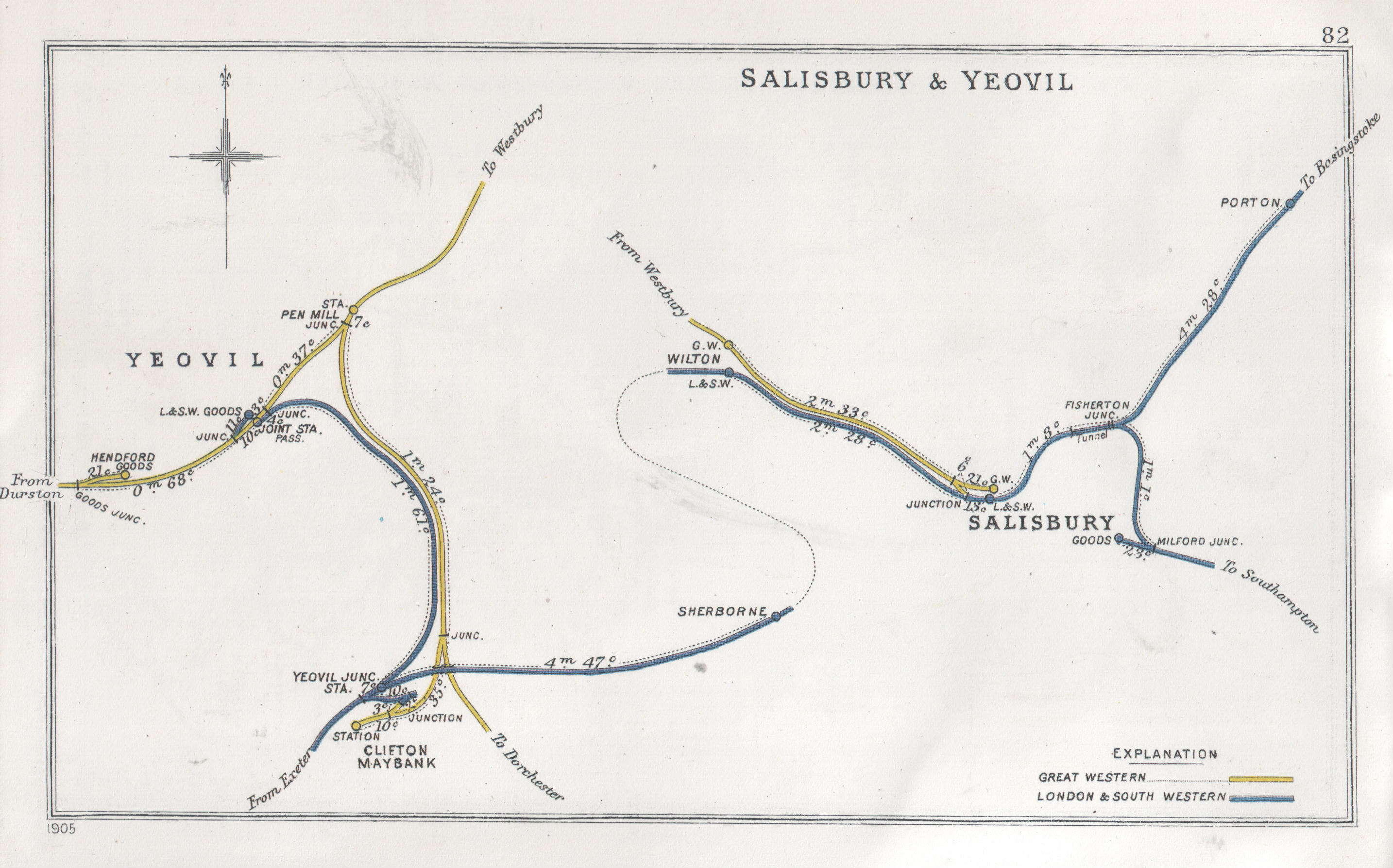
Schemazeichnung der Entwicklung der Eisenbahnlinien bei Yeovil. Stand: 1905
Blau: L&SWR, gelb: Great Western Railway

Der Bahnhof Yeovil Junction ist der größere der beiden noch bestehenden Bahnhöfe der 42.000-Einwohner-Stadt Yeovil im Süden Somersets in England. Der Bahnhof liegt etwa zwei Kilometer von der geschlossenen Bebauung der Stadt entfernt auf der Grünen Wiese. Die Südgrenze der Bahnanlagen ist seit 1995 zugleich die Grenze zur benachbarten Grafschaft Dorset. In diesem Jahr fand eine Grenzverschiebung statt, da der Bahnhof zuvor sogar in der Nachbargrafschaft gelegen war. Der Bahnhof ist 197 Bahnkilometer südwestlich von London Waterloo.

## Geschichte

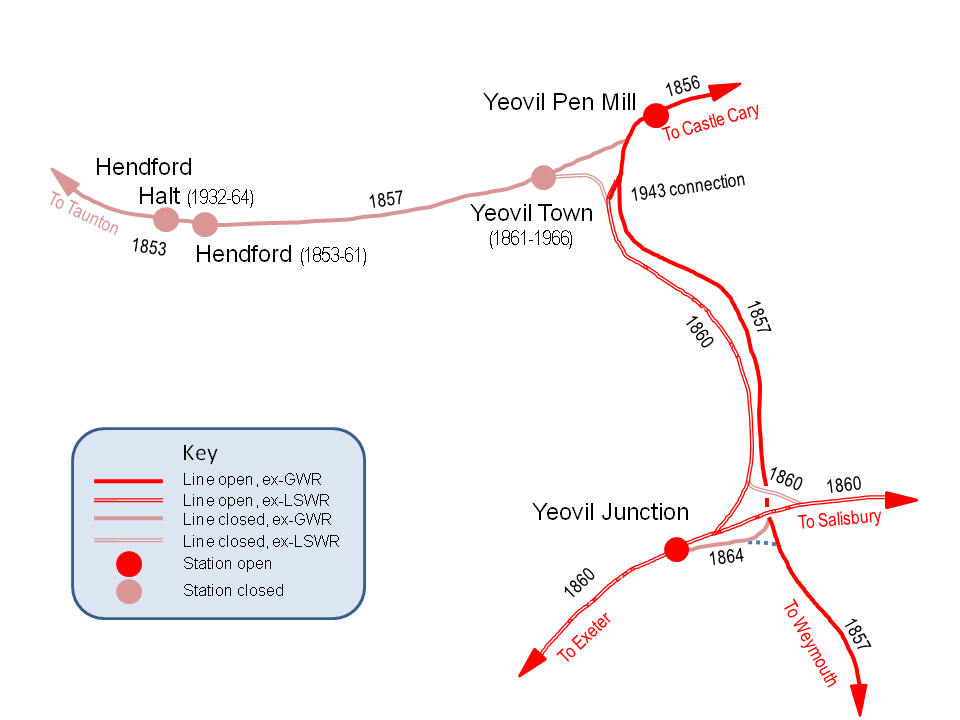
Schemazeichnung der geschichtlichen Entwicklung der Eisenbahnlinien bei Yeovil

Als erste Bahngesellschaft erreichte die Bristol and Exeter Railway (B&ER) die Stadt Yeovil im Herbst 1853 auf ihrer Westseite in 2140-mm-Breitspur. Dafür wurde der Bahnhof Yeovil Pen Mill erbaut. Im Juli 1860 kam die London and South Western Railway (L&SWR) auf der Ost-West-Strecke London–Exeter nach Yeovil und baute im Süden der Stadt ihren Bahnhof in Normalspur unmittelbar an der Kreuzung zur bereits bestehenden Nord-Süd-Verbindung der B&ER.
Wenige Wochen zuvor war die Eisenbahngesellschaft Salisbury and Yeovil Railway (S&YR), die später – wie auch die B&ER – von der Great Western Railway (GWR) aufgekauft wurde, bereits mit einer eigenen Linie von Taunton her kommend unmittelbar südlich der Stadt angekommen (s. Schemazeichnung der geschichtlichen Entwicklung) und betrieb den Bahnhof Yeovil Town. Die Netze der verschiedenen Gesellschaften wurden miteinander verbunden. Yeovil Junction als jüngster und stadtfernster der drei Bahnhöfe wurde der Umsteigebahnhof der Stadt.
Zu diesem schon recht komplizierten Gleisgefüge wurde ab Juni 1864 zusätzlich noch ein Breitspur-Gleis der GWR zum „L&SWR“-Bahnhof Yeovil Junction integriert, das dem Verkehr der Clifton-Maybank-Branch weiter südlich zur Verfügung stand. Über dieses Gleis wurde vor allem der Güterverkehr zwischen den beiden Gesellschaften abgewickelt. Diese Übergabe wurde ab Mitte Juni 1874 möglich, als die Breitspurgleise der GWR in Normalspur umgestellt wurden.
1870 erfolgte die Erweiterung der L&SWR-Strecke auf Doppelgleisigkeit. Der Bahnhof Yeovil Junction bekam zwei Inselbahnsteige und ein zentrales Durchfahrtgleis für umsetzende Lokomotiven. Die Bahnsteige sind mit dem Hausbahnsteig über eine hölzerne Fußgängerbrücke miteinander verbunden. Nördlich der Bahnsteige befinden sich einige Abstellgleise.
In den 1960er Jahren wurde, wie überall in England, viel Eisenbahn-Infrastruktur zurückgebaut; sogar eine Schließung von Yeovil Junction wurde erwogen. Die Nord-Süd- sowie die Ost-West-Verbindung ist aber bis heute erhalten geblieben; der südliche Bahnsteig aber für den Personenverkehr stillgelegt.